# Albizia buntingii
Albizia buntingii es una especie de leguminosa en la familia Fabaceae. Se encuentra solamente en Venezuela, es un pequeño árbol y se conoce que solamente existe la cuenca de Maracaibo.

## Taxonomía
Albizia buntingii fue descrita por Barneby & J.W.Grimes y publicado en Memoirs of The New York Botanical Garden 74(1): 223–224. 1996.
Etimología
albizia: nombre genérico dedicado a Filippo del Albizzi, naturalista italiano del siglo XVIII que fue él fue el primero en introducirla en Europa en el año 1740 desde Constantinopla.
buntingii: epíteto otorgado en honor del botánico George Sydney Bunting.